# Profilowanie (architektura)
Profilowanie – rodzaj zdobienia powierzchni elementów architektonicznych za pomocą jej podziału na części ciągłym, równoległym wąskim motywem o niezmiennych profilu przekroju.
Rodzaje stosowanych profilowań:
- profilowanie wgłębne – żłobkami
- profilowanie wypukłe – wałkami
- profilowanie płaskie – listwami lub opaskami